# Konrad Meyer (Politiker, 1902)
Konrad Meyer (* 7. Januar 1902 in Tangermünde; † 17. Januar 1972) war ein deutscher Politiker (CDU). Er war von 1958 bis 1971 Mitglied des Landtags von Schleswig-Holstein.

## Leben und Beruf
Konrad Meyer besuchte eine Höhere Privatschule und ein Realgymnasium und schloss die Schule mit dem Abitur ab. Zwischen 1921 und 1923 absolvierte er seine Lehrzeit auf Gut Wanfried-Werra, anschließend war er bis 1925 als landwirtschaftlicher Beamter und in einer landwirtschaftlichen Maschinenfabrik beschäftigt. Von 1926 bis 1928 studierte er an der landwirtschaftlichen Hochschule Berlin. Im Jahr 1928 übernahm er das Gut Klinken bei Rümpel und war als Betriebsführer tätig. Meyer war verheiratet und Vater von fünf Kindern.

## Politik
Meyer trat 1947 in die CDU ein und wurde 1949 CDU-Kreisvorsitzender von Stormarn. 1948 wurde er Gemeinderatsmitglied in Rümpel und war von 1948 bis 1951 zugleich Bürgermeister der Gemeinde. Ab 1955 war er Mitglied des Stormarner Kreistags und des Kreisausschusses Stormarn.
Bei den Landtagswahlen in Schleswig-Holstein in den Jahren 1958 und 1962 wurde Meyer jeweils als Direktkandidat der CDU im Wahlkreis 38 (Stormarn-Nord) in den schleswig-holsteinischen Landtag gewählt. Bei der Wahl 1967 konnte er den Wahlkreis 39 (Stormarn-Ost) für die CDU gewinnen. Er war Abgeordneter vom 27. Oktober 1958 bis zum 15. Mai 1971. Im Landtag übte er seit Beginn der fünften Legislaturperiode am 29. Oktober 1962 das Amt des Schriftführers aus. Zudem war er neben weiteren Ausschussmitgliedschaften während seiner gesamten Zeit im Landtag Mitglied im Ausschuss für Verfassung und Geschäftsordnung und von 1958 bis 1964 im Volksbildungsausschuss.
Ihm wurde 1966 das Bundesverdienstkreuz 1. Klasse verliehen.